# Seznam irskih pisateljev
Seznam irskih pisateljev.

## A
- Cecelia Ahern

## B
- John Banim
- Kevin Barry
- Samuel Beckett
- Brendan Behan
- Dominic Behan
- Eavan Boland
- Elizabeth Bowen
- John Boyne
- Edmund Burke

## C
- William Carleton
- Joyce Cary
- Eoin Colfer
- Padraic Colum
- Roisin Conaty
- John Wilson Croker
- Sarah Crossan

## D
- Brian Oswald Donn-Byrne
- Roddy Doyle

## G
- Oliver Goldsmith
- Arthur Griffith

## H
- Antoine Hamilton

## J
- Neil Jordan
- James Joyce

## K
- John B. Keane
- Frank Kelly

## L
- Sheridan Le Fanu (1814–1873)
- (Clive Staples Lewis)
- Samuel Lover
- Paul Lynch

## M
- Charles Maturin
- Patrick McCabe
- Colum McCann
- George Moore
- Iris Murdoch

## O
- Edna O'Brien (1930-2024)
- Frank O'Connor
- John O'Donohue
- Seán O'Faoláin
- Liam O'Flaherty
- Brian O'Nolan
- Conal Holmes O'Connell O'Riordan

## P
- Patrick Pearse

## R
- Sally Rooney
- Amanda McKittrick Ros

## S
- Richard Steele
- Laurence Sterne
- Bram Stoker
- Jonathan Swift

## T
- William Trevor

## W
- Oscar Wilde